# اکست
اکست (به لاتین: Akste) یک روستا در استونی است که در شهرستان پولوا واقع شده‌است.